# Dekel Keinan
Dekel Keinan (Hebreeuws: דקל קינן) (Rosj HaNikra, 15 september 1984) is een Israëlisch voetballer die uitkomt voor Ligat Ha'Al club Maccabi Haifa.
Keinan is een van de beste jonge verdedigers in Israël. In januari 2007 was er al interesse van het Engelse Bolton Wanderers, maar hij kreeg geen werkvergunning.
In augustus 2010 tekende hij bij Blackpool FC. Om aan speelminuten te komen leende Blackpool hem tweemaal uit, eerst aan Cardiff City en daarna aan Bristol City.
Op 18 september 2012 werd bekend dat Keinan zou terugkeren naar z'n oude club Maccabi Haifa.

## EK onder 21 2007
Dekel Keinan speelde met het Israëlisch voetbalelftal onder 21 op het EK onder 21 in Nederland. Israël werd in de groepsfase uitgeschakeld en scoorde geen enkel doelpunt.